# Jim George (sztangista)
Jim George, właśc. James D. George (ur. 1 czerwca 1935 w Akron) – amerykański sztangista, dwukrotny medalista olimpijski i czterokrotny medalista mistrzostw świata.

## Kariera
Startował w wadze lekkociężkiej (do 82,5 kg). Pierwszy sukces osiągnął w 1955 roku, kiedy zdobył brązowy medal na mistrzostwach świata w Monachium. W zawodach tych wyprzedzili go jedynie jego rodak, Tommy Kono oraz Wasilij Stiepanow z ZSRR. Rok później wystartował na igrzyskach olimpijskich w Melbourne, ponownie zajmując trzecie miejsce, za Kono i Wasilijem Stiepanowem z ZSRR. Następnie zdobywał srebrne medale na mistrzostwach świata w Teheranie w 1957 roku i rozgrywanych rok później mistrzostwach świata w Sztokholmie, w obu przypadkach przegrywając tylko z Trofimem Łomakinem. W 1959 roku zajął trzecie miejsce podczas mistrzostw świata w Warszawie, plasując się za Rudolfem Plukfielderem i Polakiem Ireneuszem Palińskim. Brał też udział w igrzyskach olimpijskich w Rzymie, gdzie zdobył srebrny medal. Rozdzielił tam na podium dwóch Polaków: Palińskiego i Jana Bochenka.
W 1959 roku zwyciężył w wadze lekkociężkiej na igrzyskach panamerykańskich w Chicago. Pobił dwa rekordy świata.
Jego brat, Pete, także był sztangistą.